# Прандоцин (Малопольское воеводство)
. 
Прандо́цин (пол. Prandocin) — село в Польше в сельской гмине Сломники Краковского повета Малопольского воеводства.

## География
Село располагается в 2 км от административного центра гмины города Сломники и в 26 км от административного центра воеводства города Краков.

## История
Первое свидетельство о селе относится к XVIII веку. В это время оно было собственностью цистерцианского монастыря в Могиле.
До 1954 года село было административным центром сельской гмины Кацице. В 1975—1998 годах село входило в состав Краковского воеводства.

## Население
По состоянию на 2013 год в селе проживало 765 человек.
| 2007 | 2013 |
| ---- | ---- |
| 767  | 765  |

| Перепись  | Всего   | Всего | Женщины | Женщины | Мужчины | Мужчины |
| --------- | ------- | ----- | ------- | ------- | ------- | ------- |
| Единицы   | человек | %     | человек | %       | человек | %       |
| Население | 765     | 100   | 383     | 50,06   | 382     | 49,94   |

## Достопримечательности
- Церковь святого Иоанна Крестителя, построенная в XII веке.